# Descendants de Saint Louis

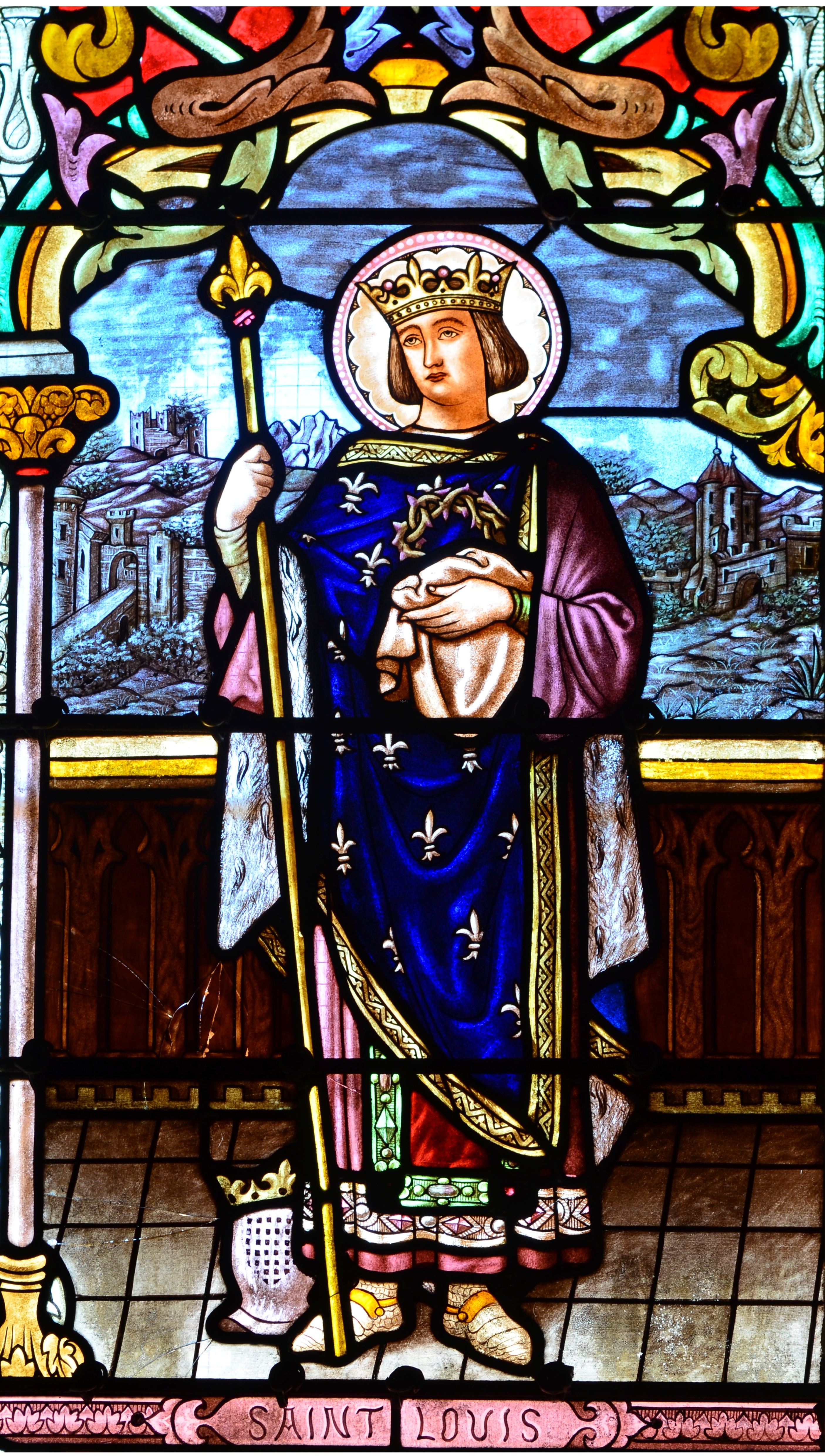
Vitrail représentant Saint Louis.

Les descendants de Saint Louis (ou descendance ludovicienne) sont toutes les personnes issues en ligne masculine ou féminine du roi de France Louis IX, dit Saint Louis (1214-1270).
Du fait de sa canonisation en 1297, Saint Louis a été plus particulièrement vénéré par les rois de France qui lui ont succédé. Quoique Saint Louis ait eu de nombreux enfants, peu ont eu eux-mêmes une descendance.

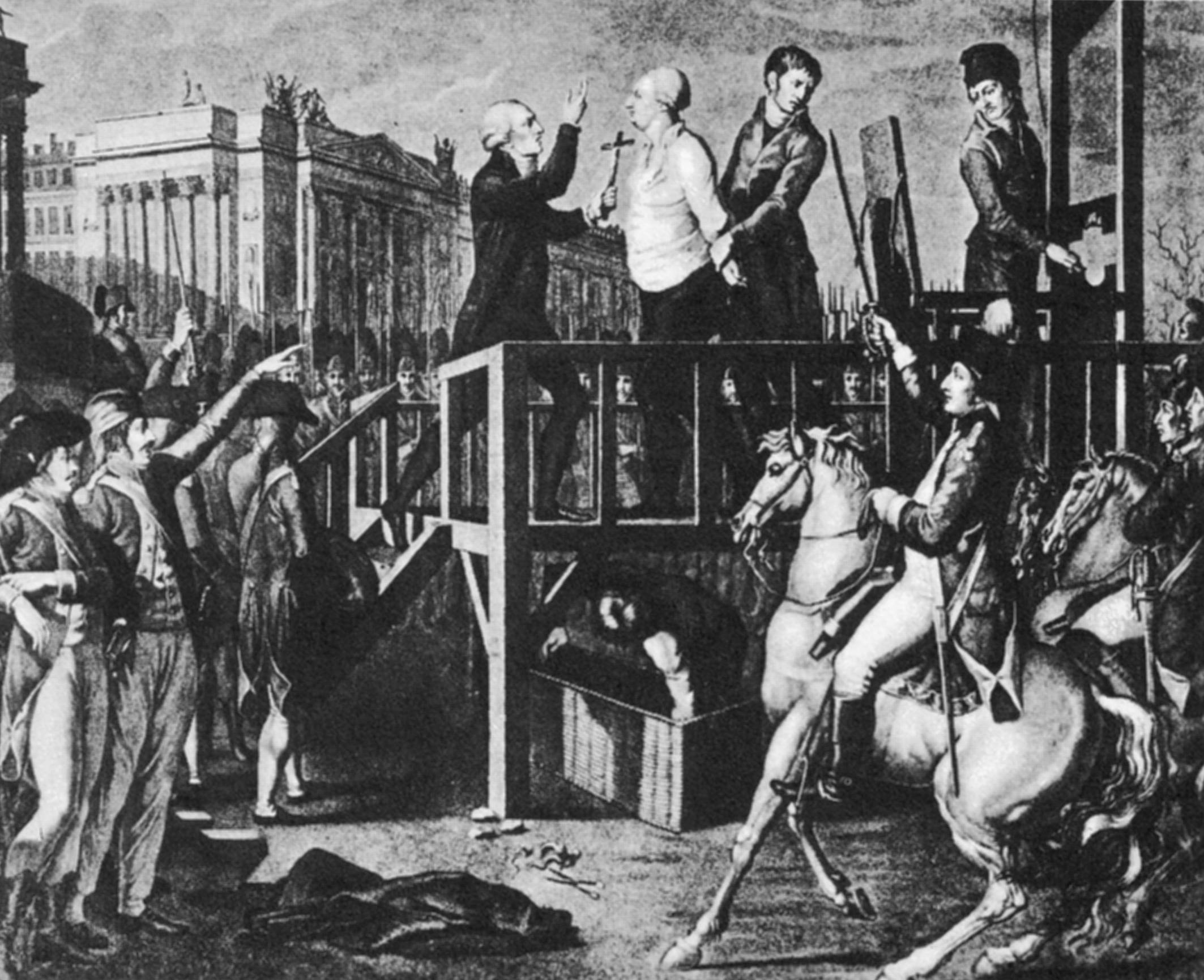
Mort de Louis XVI, son confesseur s'écriant : « Allez, fils de Saint Louis, montez aux cieux ! ».

## Descendance immédiate
Louis IX de France épouse Marguerite de Provence (1221-1295). De leur mariage naissent onze enfants mais seulement cinq auront une descendance.

## Descendants actuels

### Descendants agnatiques (par les hommes)
119 hommes descendent de Saint Louis en ligne masculine [= agnatique] et légitime. Ceux-ci descendent tous de Louis XIII et ont un rang dans l'Ordre de succession légitimiste au trône de France. Ces princes sont également les seuls Capétiens subsistants (c'est-à-dire issus en ligne agnatique et légitime d'Hugues Capet).

### Nombre d'ancêtres théoriques
Avant l'existence actuelle de bases généalogiques informatiques colossales, des généalogistes estimaient que peut-être 10 à 20 % des Français descendaient de Saint Louis. Ils se basaient sur le calcul du nombre théorique d'ancêtres de chaque individu actuel, lequel a environ 134 millions d'ancêtres théoriques sous Saint Louis (alors que la France ne comptait alors qu'environ 16 millions d’habitants).
En réalité, nous descendons des milliers de fois des mêmes ancêtres, ce qui réduit considérablement le nombre d'ascendants réels de chacun d'entre nous. Ceci s'exprime par le taux d'implexe, qui peut se calculer au moyen d'algorithmes complexes.

### Recensements exhaustifs des descendants de Saint Louis
Grâce à la constitution progressive de bases de données généalogiques de masse, on sait que :
- la base Pierfit comptait 240 000 descendants de Saint Louis vivants en 2021 (soit près de 0,4 % de la population française), et son webmestre Guillaume de Tournemire estimait leur nombre potentiel à environ 400 000 (environ 0,6 % de la population française)[4] ;
- la base Roglo comptait, en 2019, 850 000 descendants, morts ou vivants, de Saint Louis, sur près de 800 ans ;
- la base Capedia comptait en 2022 un peu plus d'un million de descendants morts ou vivants d'Hugues Capet, dont une partie descend de Saint Louis.

### Petit nombre de descendants de Saint Louis aujourd'hui
Ce petit nombre s'explique par une considérable homogamie sociale chez les descendants de Saint Louis, c'est-à-dire qu'ils se sont mariés entre membres du même groupe social quasi systématiquement jusqu'au XVIIIe siècle, puis encore très majoritairement au XIXe siècle. Ceci a pour conséquence que ceux qui descendent de Saint Louis en descendent souvent plusieurs fois, par exemple :
- le père Charles de Foucauld : descendant 19 fois de Saint Louis ;
- Antoine de Saint-Exupéry : descendant 77 fois de Saint Louis ;
- Simone de Beauvoir : descendant 8 fois de Saint Louis.

Les fréquents mariages consanguins dans les familles royales font que des princes descendent de très nombreuses fois de Saint Louis :
- le prince Pierre de Bourbon-Siciles (1968- ) : descendant 370 000 fois de Saint Louis ;
- le prince Jean d'Orléans (1965- ), actuel comte de Paris : descendant 355 000 fois de Saint Louis ;
- le roi Felipe VI d'Espagne : descendant 249 000 fois de Saint Louis.

## Personnalités françaises descendant de Saint Louis
La majorité des descendants de Saint Louis appartiennent à des familles nobles ou d'ancienne bourgeoisie.
Selon Jean-Louis Beaucarnot, outre les descendants agnatiques, légitimes ou naturels, les personnalités suivantes descendraient de Saint Louis :
Jean d'Ormesson, Simone de Beauvoir, Bernadette Chirac, Anne-Aymone Giscard d'Estaing, Inès de La Fressange, François-Henri de Virieu, Ernest-Antoine Seillière, Charlotte de Turckheim, Hélène Carrère d'Encausse, Françoise de Panafieu, Hermine de Clermont-Tonnerre, Olivier de Kersauson, Philippe de Dieuleveult, Hervé de Charette, Philippe de Villiers, Michel Poniatowski, Frédéric Beigbeder, Alain de Chalvron, Geneviève de Galard, Henry de Montherlant, Antoine de Saint-Exupéry, le Père Charles de Foucauld, Boni de Castellane, François-René de Chateaubriand, Napoléon III, Charles-Maurice de Talleyrand-Périgord etc.

## Personnalités étrangères descendant de Saint Louis
Winston Churchill, Giovanni Agnelli (1921-2003), George Washington, Karim Aga Khan IV, Otto von Bismarck, Lord Byron, Luchino Visconti, Rupert Everett, Camilla Parker-Bowles, Sophie Rhys-Jones, la reine Elisabeth II, Diana Spencer, Mathilde d'Udekem d'Acoz, Cayetana Fitz-James Stuart, Kate Middleton, Emmanuel-Philibert de Savoie (1972), Sarah Ferguson, Albert II de Monaco, George W. Bush, John Davison Rockefeller, Donald Trump, Wernher von Braun, David Cameron, Brooke Shields, Emmanuel de Merode, Audrey Hepburn, Chris de Burgh, Nicolas II, Meghan Markle, Rupert Everett, Halle Berry, Michael Douglas, Daniel Craig, Hugh Grant, José Luis de Vilallonga, etc.

## Quelques personnalité célèbresinattendues[réf.nécessaire]
- Barack Obama descend de Saint Louis par le vicomte Conway (1564-1631) qui occupa en Angleterre la haute fonction de Lord Président du Conseil ; son dernier fils, Edwin Conway, émigra aux États-Unis au XVIIe siècle, y fit souche et y mourut à Lancaster dans l'état de Virginie.
- Jane Birkin fait partie de la famille des baronnets Birkin of Ruddington Grange et sa marraine est Lady Sarah Churchill, baronne Audley (fille de Winston Churchill). Jane Birkin descend de Saint Louis par, entre autres, son quadrisaïeul le 6e duc de Bedford (descendant de la plupart des rois d'Angleterre).